# Costa Cordalis
Costa Cordalis (1. května 1944 Elateia, Řecko – 2. července 2019, Santa Ponça, Španělsko) byl řecký zpěvák pop music a kytarista, žijící od roku 1963 v Německu. Jeho největším hitem byla píseň „Anita“, která v roce 1976 bodovala v hitparádách německy mluvících zemí.

## Život a kariéra
Cordalis se narodil jako Konstantinos Kordalis a už v sedmi letech začal hrát na kytaru. Ve věku 16 let přišel do Německa a usadil se ve Frankfurtu nad Mohanem. Studia germanistiky a filosofie sice nedokončil, ale v roce 1965 vydal svou první desku, na které v němčině přezpíval album Elvise Presleyho Crying in the Chapel, které vydal pod názvem Du hast ja Tränen in den Augen. V letech 1981 a 1986 získal cenu Goldene Stimmgabel. Vystupoval v televizní reality show Ich bin ein Star – Holt mich hier raus!, pravidelně se účastnil charitativní akce Tour der Hoffnung.
Jeho zálibou byl běh na lyžích, v němž se stal dvakrát mistrem Řecka a reprezentoval svoji rodnou zemi na mistrovství světa v klasickém lyžování v roce 1985, kde obsadil v běhu na 30 km poslední místo.
Zpěvákem je také jeho syn Lucas Cordalis.
Zemřel 2. července 2019 na Mallorce ve věku 75 let.

## Diskografie
- 1967 Folklore aus aller Welt
- 1970 Ich träume manchmal von Athen
- 1972 Die Liebe bist Du
- 1973 Wo meine Träume sind
- 1975 Sommerträume
- 1976 Ich geh’ durch Deine Straße
- 1977 Ich zeige Dir das Paradies
- 1978 Ein neuer Tag
- 1979 Komm in meine Welt
- 1981 Auf der Straße meiner Lieder
- 1983 Dich berühren
- 1995 Nur mit Dir
- 1995 Der Vorhang geht auf
- 1996 Ich will Dir den Himmel schenken
- 1997 Viva la noche
- 1998 Party Tropical
- 1999 Heiße Nacht
- 2000 Hasta la Vista Baby
- 2003 Athen 2004
- 2004 Ich sag’ hallo zu dir
- 2006 Das Leben ist schön
- 2013 Gib mir Deine Liebe
- 2014 Damals in Mexico